# Karta Mulya
Karta Mulya is een bestuurslaag in het regentschap Ogan Komering Ulu van de provincie Zuid-Sumatra, Indonesië. Karta Mulya telt 1907 inwoners (volkstelling 2010).